# Кочани
Ко́чани (макед. Кочани) — город в Северной Македонии, административный центр общины Кочани. Население города по переписи 2021 года составляет 24 632 человека.

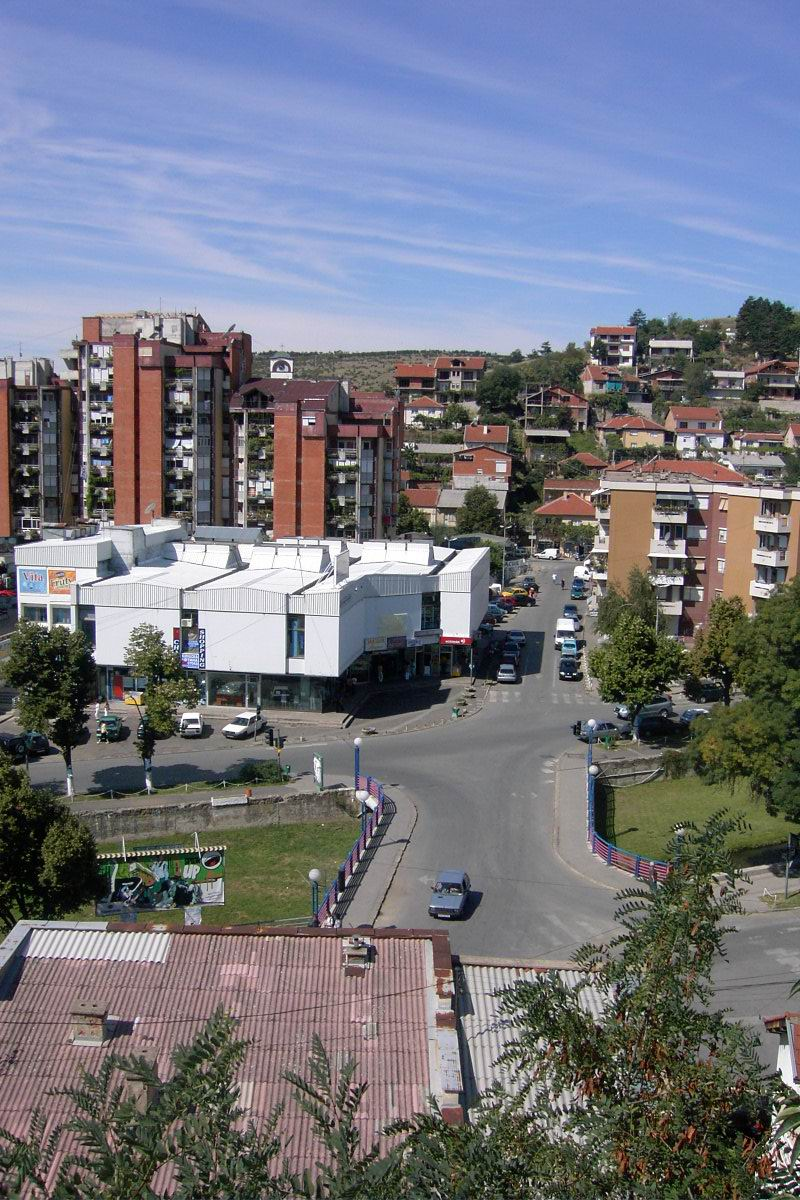
Центр города

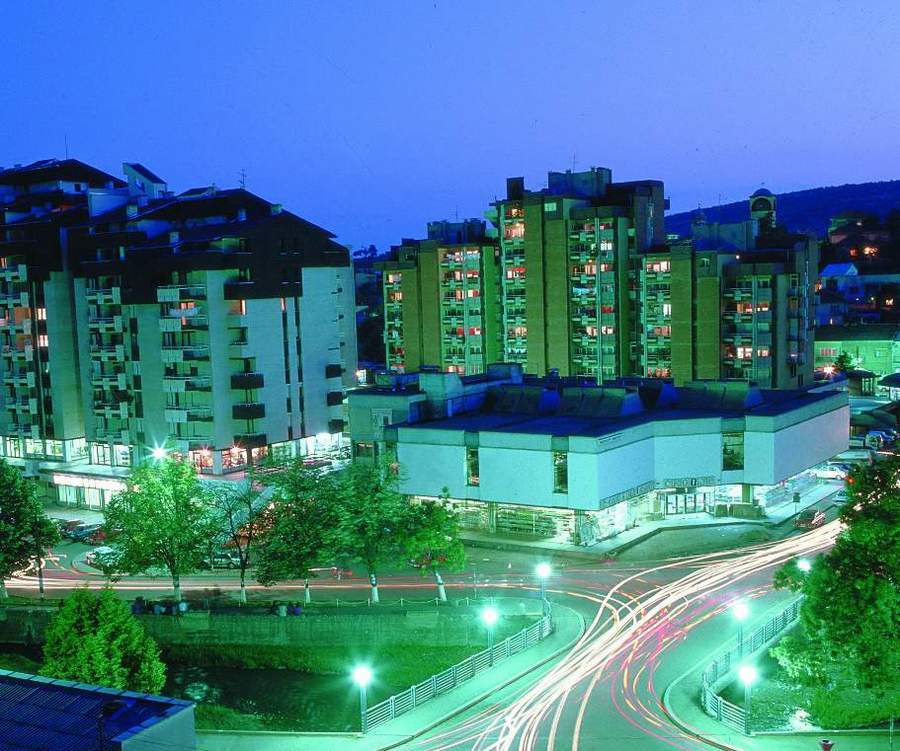
Кочани ночью

Город находится в северо-восточной части страны, в 65 км от границы с Болгарией. Высота над уровнем моря — от 350 до 420 м.

## История
Дата основания города неизвестна; первое упоминание Кочани датируется 1337 годом.
В XIX веке Кочани были заселены болгарами (ныне македонцы) и турками примерно в равном количестве, в 1900 году здесь проживало 5950 жителей, из которых: 2800 болгар-христиан, 2600 турок, 40 арнаутов-мусульман, 150 влахов и 360 цыган. В 1905 году 4232 жителей села были прихожанами церкви Болгарской екзархии, 64 — церкви сербского Патриархата (сербоманы), 5 — греков, 210 влахов и 174 цыгана, в городе были три болгарских, греческая, влашская и сербские школы.
В марте 2025 года в местном ночном клубе «Pulse» произошёл крупный пожар, повлёкший большие человеческие жертвы.

## Население
Этническая структура населения в городе по переписи населения 2002 года:
- македонцы — 25 730 чел.;
- цыгане — 1951 чел.;
- турки — 315 чел.;
- влахи — 193 чел.;
- сербы — 63 чел.;
- боснийцы — 1 чел.;
- остальные — 77 чел.

## Достопримечательности
- Кочанские башни ― комплекс архитектурных памятников, единственные в городе сооружения XVII века.
- Памятник Свободе